# Adam Massinger
Adam Massinger (* 6. September 1888 in Feudenheim; † 21. Oktober 1914 in Ypern) war ein deutscher Astronom.

## Leben
Massinger war der Sohn eines Gastwirtes. Nach seinem Reformschulabschluss 1908 begann er Mathematik und Naturwissenschaften in Heidelberg zu studieren, bevor er sich der Astronomie zuwendete.
Ab 1910 arbeitete Massinger als Assistent der Sternwarte Heidelberg. Im Herbst 1912 verließ er die Sternwarte für zwei Jahre, um eine Ausbildung zum Oberlehrer zu absolvieren. Im April 1914 kehrte er zurück und wurde als Volontär tätig.
Seinen ersten Himmelskörper entdeckte Massinger am 22. März 1911. Der Himmelskörper erhielt die provisorische Bezeichnung „1911 LP“; wegen schlechten Wetters verlor Massinger ihn aber wieder und konnte keinen Orbit bestimmen, der ein Wiederauffinden ermöglicht hätte.
In seinen letzten Jahren suchte Massinger auch nach Gesetzmäßigkeiten in der Verteilung der Sternennebel über das gesamte Sternensystem. Er durchmusterte dafür mehr als 4400 Aufnahmen von Nebelflecken.
Er wurde zu Beginn des Ersten Weltkrieges einberufen und fiel am 21. Oktober 1914 bei Ypern.

## Ehrung
Franz Kaiser benannte den von ihm entdeckten Asteroiden (760) Massinga nach Massinger.

## Entdeckte Himmelskörper
- (770) Bali
- (776) Berbericia
- (727) Nipponia
- (731) Sorga
- (772) Tanete
- (732) Tjilaki
- (785) Zwetana